# La carne e lo sperone
La carne e lo sperone (Flesh and the Spur) è un film del 1956 diretto da Edward L. Cahn.
È un western statunitense con John Agar, Marla English e Mike Connors.

## Trama
Il fuorilegge Tanner fugge dal carcere e uccide Matthew Random, un contadino innocente. Dopo avergli rubato il cavallo e la pistola, Tanner fugge. Il fratello gemello di Matthew, Lucius Random, giura vendetta e si mette sulle tracce dell'assassino.

## Produzione
Il film, diretto da Edward L. Cahn su una sceneggiatura e un soggetto di Charles B. Griffith e Mark Hanna (per alcuni dialoghi addizionali vengono accreditati come sceneggiatori anche lo stesso Cahn e Lou Rusoff), fu prodotto da Alex Gordon per la Hy Productions e girato in vari ranch nella San Fernando Valley fino al 10 luglio 1956. Il brano della colonna sonora My Brother and I fu composto da Ross Bagdasarian.

## Distribuzione
Il film fu distribuito con il titolo Flesh and the Spur negli Stati Uniti dal 25 settembre 1956 al cinema dalla American International Pictures.
Altre distribuzioni:
- in Danimarca il 9 gennaio 1958 (Indianerkløften)
- in Austria (Blut und Sporen)
- in Brasile (Matar é Meu Desejo)
- in Grecia (Kato oi maskes, dolofonoi)
- in Italia (La carne e lo sperone)